# الیندال، ادمانتون
الیندال، ادمانتون (به انگلیسی: Allendale, Edmonton) یک منطقهٔ مسکونی در کانادا است که در آلبرتا واقع شده‌است.

## خصوصیات
الیندال ۰٫۸۸ کیلومترمربع مساحت و ۲٬۷۲۲ نفر جمعیت دارد و ۶۷۴ متر بالاتر از سطح دریا واقع شده‌است.